# Казаков Михайло Абрамович
Казаков Михайло Абрамович (псевд.: М. Бярозкін, К. Міхайлаў; 08. 10. 1938, с. Халіпи Могильовська область, Білорусь — 29. 03. 2000, м. Ялта, АР Крим) — поет. Член НСПУ (1984). 
Закінчив Могильовський пед. ін-т (1961) та ВПШ при ЦК КПУ (Київ, 1972). Учителював у Білорусі; від 1964 — у редакції районної газети «Красное знамя» (м. Саки, нині АР Крим); від 1972 — обласна газета «Крымская газета» (Ялта). Писав білоруською і російською мовами. Дебютував 1956 у районній газеті «Шлях соцыялізма» (м. Кричав, Білорусь). Вірші Казакова — зізнання сучасника в любові до вітчизни, присяга вірності батьківським заповітам. Звертався також до гумористичної тематики.

## Твори
- Млечны шлях. Мінск, 1969; Семь колодезей. К., 1976;
- Родныя гарызонты. Мінск, 1982;
- Вечный родник. Сф., 1988;
- Вянок васільковы. Мінск, 1992;
- Земное притяжение. Москва, 1995;
- Любовь земная. Ялта, 1999.